# Мартин Димитров
Вижте пояснителната страница за други личности с името Мартин Димитров.
Мартин Димитров Димитров е български политик и енергиен експерт. Народен представител в XL народно събрание, XLI народно събрание, XLIII народно събрание, XLV народно събрание, XLVI народно събрание, XLVII народно събрание и XLVIII народно събрание. Между декември 2008 и май 2012 г., когато подава оставка, е председател на Съюза на демократичните сили (СДС). Съпредседател (заедно с Иван Костов) на парламентарната група на Синята коалиция от 2009 до 2013 година. През 2017 г. се включва в проекта на Радан Кънев - дясното обединение Нова Република като част от политическото му ръководство. Димитров е председателствал Комисията по икономическа политика и туризъм в XLI НС и Комисията по икономическа политика и иновации в XLVII НС.

## Биография
Мартин Димитров е роден е на 13 април 1977 г. в София. Завършил през 1996 г. Френска гимназия /33-то СОУ В. Пеева/, а след това Университета за национално и световно стопанство (УНСС), специалност „Международни икономически отношения“. От 2000 г. работи в Института за пазарна икономика като икономист.
През 2005 г. Димитров е избран за народен представител в XL народно събрание от листата на коалицията Обединени демократични сили (ОДС) в 23-ти избирателен район в София и за заместник-председател на парламентарната Комисия по бюджет и финанси. От 2005 до 2007 г. е секретар на парламентарната група на ОДС.
През 2005 г. Мартин Димитров е избран от Народното събрание за наблюдател в Европейския парламент, като след присъединяването на България към Европейския съюз на 1 януари 2007 година придобива статут на евродепутат. През 2007 г. е включен листата на СДС за изборите за представители в Европейския парламент, но партията получава 4,74% от гласовете и остава без евродепутати.
През ноември 2008 г. Мартин Димитров се кандидатира за председател на СДС и на 21 декември 2008 печели вътрешните избори в партията. Въпреки това, заради няколкомесечното забавяне на вписването на новоизбраното ръководство от страна на Софийски градски съд, неговия предшественик Пламен Юруков продължава да упражнява формално длъжността си до май 2009 г., когато съдът постановява, че Пламен Юруков не може да бъде легитимен председател на СДС. Като лидер на СДС, в началото на 2009 г., Мартин Димитров става съпредседател на новоучредената политическа коалиция от партии Синята коалиция.
На 29 ноември 2009 е преизбран за председател на СДС с 53,71% от гласовете на проведените вътрешнопартийни избори.

## Възгледи
Връзките на Мартин Димитров с протестантските среди са предмет на дискусии. В свои интервюта той казва, че поддържа контакти с Българска евангелска църква „Блага вест“ от 1998 година, първоначално заради бъдещата си съпруга, чието семейство участва в нея. През 2008 г. самият Димитров определя информациите за това в печата като пълни лъжи. В същото време той участва в местни събития на евангелистки църкви и получава политическа подкрепа от евангелистки медии.
Мартин Димитров е сред „ястребите“ на десницата по отношение на българската енергетика. Той яростно се възпротивява на влиянието на Русия в нея и конкретно – на строежа на нови руски реактори за АЕЦ „Козлодуй“.